# Sykon

Budowa gąbki typy sykon:
choanocytes – choanocyty;
flagella' – rzęski;
osculum – oskulum;
spongocoel – spongocel;
radial canals – kanały promieniste

Sykon – jeden z typów morfologicznych gąbek (Porifera).
Budowa gąbek typu sykon jest bardziej skomplikowana, niż w przypadku typu askon. Spongocel wykazuje zróżnicowanie. Ten właściwy spongocel to kanały promieniste, zwane też radialnymi, zasiedlone przez choanocyty. Rzeczone kanały promieniste łączą się ze sobą. Przepływa przez nie woda, która dostaje się do nich dzięki porocytom i kanalikom. Przepływa ona przez te kanały radialne, dostając się w ten sposób do jamy atrialnej, którą z kolei wyściełają pinakocyty. Gąbki sykon mierzą zazwyczaj od 2 do 4 cm, choć zdarza się, że dorastają do 10 cm.
Typ ten spotykany jest u nielicznych przedstawicieli gąbek, wśród których wymienić można reprezentantów rodzajów Grantia i Scypha.
Schemat ten może ulegać dalszej komplikacji, tworząc formę przejściową, w stosunku do której używa się terminu sykon korteks. Otóż część dermalna, przez którą przechodzą kanaliki, ulegać może pogrubieniu w warstwie korowej. Modyfikacja taka występuje w rodzajach Amphoriscus czy Grantiopsis.